# Blydioxid
Blydioxid, eller Bly(IV)oxid er en uorganisk tungtopløselig ionforbindelse (et salt) dannet af bly(IV)-ioner, Pb4+ og oxid-ioner, O2- i et iongitter i forholdet 2:1.
Stoffet er yderst giftigt ved indtagelse.
 Der er for få eller ingen kildehenvisninger i denne artikel, hvilket er et problem. Du kan hjælpe ved at angive troværdige kilder til de påstande, som fremføres i artiklen.

| Kemi | Spire Denne artikel om kemi er en spire som bør udbygges. Du er velkommen til at hjælpe Wikipedia ved at udvide den. |